# Nowe Masiewo

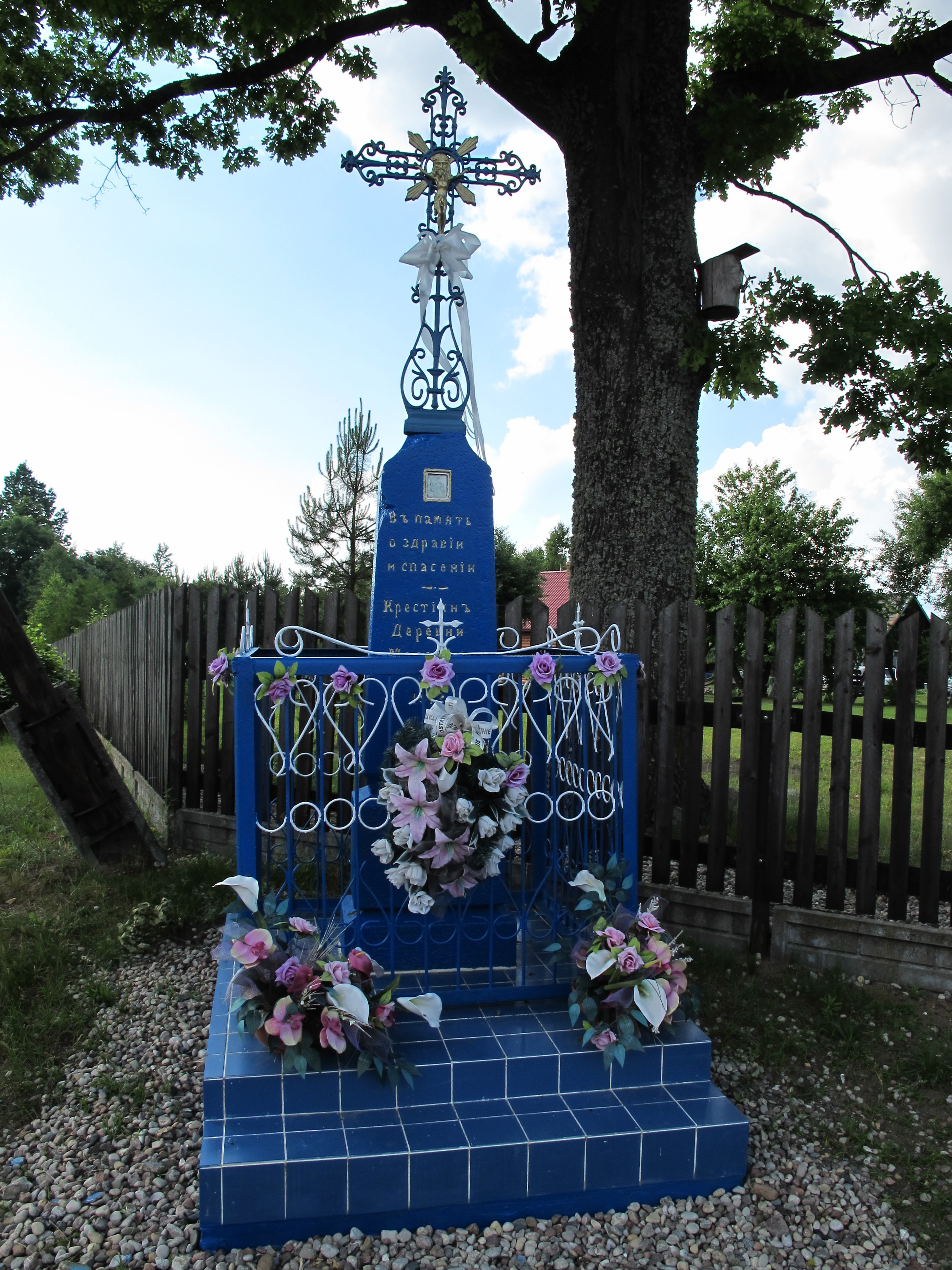
Krzyż wotywny

Nowe Masiewo, Masiewo II, Masiewo Nowe – wieś w Polsce, położona w województwie podlaskim, w powiecie hajnowskim, w gminie Narewka.
| SIMC    | Nazwa    | Rodzaj     |
| ------- | -------- | ---------- |
| 0036995 | Łanczyno | przysiółek |

W latach 1975–1998 wieś administracyjnie należała do województwa białostockiego.
Prawosławni mieszkańcy wsi należą do parafii św. Mikołaja w Narewce, a wierni kościoła rzymskokatolickiego do parafii św. Jana Chrzciciela w Narewce.